# Phintella
Phintella is een geslacht van spinnen uit de familie springspinnen (Salticidae).

## Soorten
De volgende soorten zijn bij het geslacht ingedeeld: 
- Phintella abnormis (Bösenberg & Strand, 1906)
- Phintella accentifera (Simon, 1901)
- Phintella aequipeiformis Żabka, 1985
- Phintella aequipes (G. W. Peckham & E. G. Peckham, 1903)
- Phintella africana Wesołowska & Tomasiewicz, 2008
- Phintella albopatella (Petrunkevitch, 1914)
- Phintella arcuata Huang, Wang & Peng, 2015
- Phintella arenicolor (Grube, 1861)
- Phintella argentea Kanesharatnam & Benjamin, 2019
- Phintella argenteola (Simon, 1903)
- Phintella assamica Prószyński, 1992
- Phintella australis (Simon, 1902)
- Phintella banna Wang & Li, 2020
- Phintella bella Wiśniewski & Wesołowska, 2024
- Phintella bifurcata Prószyński, 1992
- Phintella bifurcilinea (Bösenberg & Strand, 1906)
- Phintella brevis Wesołowska & Russell-Smith, 2022
- Phintella bunyiae Barrion & Litsinger, 1995
- Phintella caledoniensis Patoleta, 2009
- Phintella castriesiana (Grube, 1861)
- Phintella cavaleriei (Schenkel, 1963)
- Phintella cholkei Prajapati, Kumbhar, Caleb, Sanap & Kamboj, 2021
- Phintella chopardi (Berland & Millot, 1941)
- Phintella chunfen Yang, Wang & Zhang, 2024
- Phintella clathrata (Thorell, 1895)
- Phintella conradi Prószyński & Deeleman-Reinhold, 2012
- Phintella coonooriensis Prószyński, 1992
- Phintella daklak Hoang, 2023
- Phintella debilis (Thorell, 1891)
- Phintella dentis Sudhin, Caleb & Sen, 2024
- Phintella dhritiae Sudhin, Sen & Caleb, 2023
- Phintella dives (Simon, 1899)
- Phintella fanjingshan Li, Wang, Zhang & Chen, 2019
- Phintella fodingensis C. Wang, Mi & Peng, 2023
- Phintella globosa Wesołowska & Russell-Smith, 2022
- Phintella hainani Song, Gu & Chen, 1988
- Phintella handersoni Sen, Sudhin & Caleb, 2024
- Phintella hongkan Wang, Gan & Mi, 2024
- Phintella incerta Wesołowska & Russell-Smith, 2000
- Phintella jaleeli Kanesharatnam & Benjamin, 2019
- Phintella jiugongensis C. Wang, Mi & Peng, 2023
- Phintella jucunda Wiśniewski & Wesołowska, 2024
- Phintella kaptega Dawidowicz & Wesołowska, 2016
- Phintella lajuma Haddad & Wesołowska, 2013
- Phintella lepidus Cao & Li, 2016
- Phintella liae C. Wang, Mi & Peng, 2023
- Phintella linea (Karsch, 1879)
- Phintella liui C. Wang, Mi & Peng, 2023
- Phintella longapophysis Lei & Peng, 2013
- Phintella lucida Wesołowska & Tomasiewicz, 2008
- Phintella luna Sudhin, Sen & Caleb, 2024
- Phintella lunda Wesołowska, 2010
- Phintella macrops (Simon, 1901)
- Phintella mii Wang & Li, 2020
- Phintella minor (Lessert, 1925)
- Phintella monteithi Żabka, 2012
- Phintella multimaculata (Simon, 1901)
- Phintella nilgirica Prószyński, 1992
- Phintella nilotica Wiśniewski & Wesołowska, 2024
- Phintella occidentalis Wesołowska & Russell-Smith, 2022
- Phintella paludosa Wesołowska & Edwards, 2012
- Phintella panda Huang, Wang & Peng, 2015
- Phintella parva (Wesołowska, 1981)
- Phintella piatensis Barrion & Litsinger, 1995
- Phintella planiceps Berry, Beatty & Prószyński, 1996
- Phintella platnicki Sudhin, Sen & Caleb, 2023
- Phintella popovi (Prószyński, 1979)
- Phintella pulcherrima Huang, Wang & Peng, 2015
- Phintella pygmaea (Wesołowska, 1981)
- Phintella rajbharathi Caleb, Sudhin & Sen, 2024
- Phintella reinhardti (Thorell, 1891)
- Phintella sancha Cao & Li, 2016
- Phintella suavis (Simon, 1886)
- Phintella suavisoides Lei & Peng, 2013
- Phintella subpanda C. Wang, Mi & Peng, 2023
- Phintella sufflava (Jastrzebski, 2009)
- Phintella suknana Prószyński, 1992
- Phintella transversa Wesołowska & Russell-Smith, 2022
- Phintella vittata (C. L. Koch, 1846)
- Phintella wandae C. Wang, Mi & Peng, 2023
- Phintella wulingensis Huang, Wang & Peng, 2015
- Phintella yi Yang, Wang & Zhang, 2024
- Phintella yinae Lei & Peng, 2013